# Helga Embacher
Helga Embacher (* 1959 in Bischofshofen) ist eine österreichische Historikerin.

## Leben
Helga Embacher studierte von 1978 bis 1984 Geschichte, Deutsche Philologie, Philosophie, Pädagogik und Psychologie an den Universitäten in Salzburg und Wien. 1993 promovierte sie mit der Arbeit Zur Rekonstruktion individueller und kollektiver jüdischer Identitäten in Österreich nach 1945. 1987/1988 war sie wissenschaftliche Mitarbeiterin an der Universität Linz. Im Jahr 1988 hatte sie Auslandsstipendium des Bundesministeriums für Wissenschaft für Israel und im Jahr 1989 ein Fulbright-Stipendium für New York. In den Jahren 1994 bis 1996 absolvierte sie verschiedene Forschungsaufenthalte in Israel, Shanghai und Hongkong. 1997 war sie Visiting Professor an der University of Minnesota in Minneapolis.
1997 wurde sie wissenschaftliche Assistentin an der Universität Salzburg, wo sie sich 2001 mit der Arbeit Gebrochene Identitäten: Opfer/Täter/Mittäter – wissenschaftliche Arbeiten zu Antisemitismus, Nationalsozialismus und Nachwirkungen der Shoah für das Fach Zeitgeschichte habilitierte.
Von 1999 bis 2001 war die Mitarbeiterin der Historikerkommission der Republik Österreich (Vorsitzender Clemens Jabloner) zum Thema Restitution und Jüdische Organisationen am Beispiel der Israelitischen Kultusgemeinde und österreichisch-jüdischer Exilorganisationen.
Von September 2003 bis Jänner 2004 war sie Visiting Professor an der University of Pennsylvania in Philadelphia. Im Sommersemester 2004 war sie Gastprofessorin an der Universität Innsbruck am Institut für Politikwissenschaft.

## Publikationen
- Angekommen: Bischofshofner Zuwanderer erzählen. Edition Tandem, Salzburg 2011, ISBN 978-3-902606-61-7.
- Die Restitutionsverhandlungen mit Österreich aus der Sicht jüdischer Organisationen und der Israelitischen Kultusgemeinde. Oldenbourg, Wien, München 2003, ISBN 3-486-56802-7.
- Heinz Dopsch (Hrsg.): Juden in Salzburg: history, cultures, fates. Pustet, Salzburg 2002, ISBN 3-7025-0449-4.
- Umkämpfte Erinnerung. Die Wehrmachtsausstellung in Salzburg. Residenz-Verlag, Salzburg, Wien 1999, ISBN 3-7017-1159-3.